# 真壁智治
真壁 智治（まかべ ともはる、1943年）- は、都市・建築プロジェクトプランナー。プランニングオフィスM.T.VISIONS代表。静岡市清水区出身。

## 概要
- 「建てない建築家」を標榜し、都市・建築に渡るプロジェクトプランニングに取り組む
- 都市と建築を広く社会に伝えるプロジェクトに注力し、独自の企画、研究による自著に合わせて、多くの建築家、研究者に執筆や表現の機会を与える書籍シリーズやウェブマガジンのプロデュースを行う
- 研究としては、カワイイデザイン原論に取り組み、時代のデザイン感性の構造を検証
- 演習としては１９６０年代後半より実践してきた「アーバンフロッタージュ」を継承し、自身の加齢化と都市の加齢化とを重ね合わせて、場のトポフィリアの感得を図るアーティストの側面も持つ
- 企画としては都市・建築を社会に伝えるべく「新書」に加えるコンテンツとして企画・制作に取り組む
- 書籍「応答 漂うモダニズム」（左右社）、「アナザーユートピア」（NTT出版）では、建築家槇文彦氏と共に、建築界での世代間を超えたディベィトの必要性を強く感じ、その機会を書籍上で展開
- 2021年、「出版をはじめとするプロジェクトの企画立案者として、50年にわたり建築・都市に関する議論を活性化させ、一般社会の関心を喚起した業績」として、「日本建築学会文化賞」を受賞

## 略歴
1969年 武蔵野美術大学造形学部建築学科卒業。
1972年 東京藝術大学院美術研究科建築専攻修了。東京藝術大学大学美術学部建築学科助手。
1983年、プランニングオフィスM.T.VISIONS設立

## 著作

### 単著
- 雑誌「object magazine　遊」連載「都市癖研究」（編集：工作舎）1981年
- 『アート・ディレクター―チャンスの出逢いに遊星的郷愁を求めて』 プラネタリー・ブックス〈19〉1981年（著：浅葉克己、真壁智治）
- 『感性工作者たちの日常発想―真壁智治対談集』 三省堂 1985年7月1日 ISBN 4385349576
- 『アーバンフロッタージュ』 住まいの図書館 1996年9月1日（著：真壁智治）ISBN 4795208778
- 『感応 URBAN PRACTICE』用美社 1997年1月1日 （著：真壁智治） ISBN 4946436456
- 『家のワークショップ―建築家が親子に問いかける。』 ワールドフォトプレス（著：真壁智治）2008年10月1日 ISBN 4846527441
- 『カワイイパラダイムデザイン研究』 平凡社 2009年9月1日 （著：真壁智治、チームカワイイ）ISBN 4582544355
- 『ザ・カワイイヴィジョンa: 感覚の発想』 VNC 2014年3月5日 （著：真壁智治）ISBN 4306085392
- 『ザ・カワイイヴィジョンb: 感覚の技法』 VNC 2014年3月5日 （著：真壁智治）ISBN 4306085406
- 『臨場 渋谷再開発工事現場』 平凡社 2020年1月17日 （著：真壁智治） ISBN 4582544665

### 編著
- 『建築家の年輪』左右社 2018年6月6日 ISBN 4865281975
- 『応答　漂うモダニズム』 2015年6月26日 左右社
- 『アナザーユートピア: 「オープンスペース」から都市を考える』 2019年3月4日 ISBN 4757160771

### 連載
- 「みんなの渋谷問題」会議（学芸出版社、まち座）

### 監修
- 『坂 茂の建築 材料・構造・空間へ』 TOTO出版 2017年4月18日 ISBN 4887063652
- 『大人家族の家づくり』 2005年1月1日 真壁 智治 (編集), 杉本 薫
- 子どもたちに伝える家の本シリーズ「くうねるところにするところ」』インデックスコミュニケーションズ　平凡社（2004年〜2014年）
- 建築・都市レビュー叢書「R本」シリーズ NTT出版（2014年〜）
- ウェブマガジン「雨のみちデザイン」 タニタハウジングウェア（2012年〜）
- 雑誌『住宅特集』内連載「建築家自邸から家学び」（2009年〜）

## 受賞
- 2006年 第2回武蔵野美術大学建築学科「芦原義信賞」受賞
- 2021年 2021年度日本建築学会文化賞受賞